# Coccocrater pocillum
Coccocrater pocillum is een slakkensoort uit de familie van de Cocculinidae. De wetenschappelijke naam van de soort is voor het eerst geldig gepubliceerd in 1890 door Dall.